# Popis:Jezične porodice i jezici: Indoeuropski jezici – Nigersko-kongoanski jezici
- Jezične porodice i jezici: Afrazijski jezici – Austroazijski jezici
- Jezične porodice i jezici: Austronezijski jezici – Indijanski jezici
- Jezične porodice i jezici: Indoeuropski jezici – Nigersko-kongoanski jezici
- Jezične porodice i jezici: Nilsko-saharski jezici – Uralsko-altajski jezici
- izolirani, neklasificirani, miješani, kreolski, znakovni, pidžinski i umjetni jezici
- Jezične porodice i jezici: Dodatak

## Indoeuropski jezici
586 jezika, 124 izumrla, 7 blizu izumiranja. U Ethnologue 14th. (443), Ethnologue 15th (449), Wthnologue 16th (439); prije 449)

### Albanski
4 jezika. U Ethnologue (4), Albanija, Kosovo, Grčka, Italija, Makedonija: 
a. Gegijski (1): gegijski,
b. Toskijski (3): toskijski, arbëreshë, arvanitika

### Armenski
4 jezika. U Ethnologue (1), Armenija: armenski, klasični armenski, srednjovjekovni armenski, hamšenski

### Baltički
13 jezika. U Ethnologue (3), Latvija, Litva, Poljska: 
a. Zapadni: galindski †, kuronski †, pruski †, skalvijski †, sudovijski (jatvinški) †.
b. Istočni: latgalski, latvijski, litvanski, samogitski, selonski †, semigalski †, starolitvanski †.
Neklasificirani: nadruvski (†),

### Keltski
23 jezika. U Ethnokogue  (7), Velika Britanija, Irska, Francuska.
a. otočni (insularni) keltski
a1. Britonski (17) bretonski, kornijski, kumbrijski, starobretonski, starokornijski, starovelški, srednjovjekovni bretonski, srednjovjekovni kornijski, srednjovjekovni velški, velški,
a2. Goidelski (7): irski, gaoidhealg, manski, primitivni irski, staroirski, srednjovjekovni irski, gàidhlig (škotski gelski),
b. kontinentalni keltski
b1. Hispanokeltski (1): keltiberski.
b2. Galski: cisalpinski galski, galaćanski, lepontski, norički, transalpinski galski

### Germanski
89 jezika. U Ethnologue (48; prije 53):

#### istočni
(1): gotski (†).

#### sjeverni
(7; prije 11, neki su izgubili status): 
danski, ferojski, islandski, jutski, norn (†; otoci Shetland i Orkney), norveški-bokmål, norveški-Nynorsk, švedski.
Makrojezici: norveški;
Izgubili status: Dalska ili Dalmaal, jamtska ili jamska, skonski (Skånska),

#### zapadni
(41): 
engleski, frizijski (zapadni i sjeverni), donjonjemački jezici (15 jezika. Donjofranački jezici: afrikaans, flamanski, istočni frizijski, nizozemski, zelandski ili zeeuws i 10 donjosaksonskih jezika: achterhoeks, drents, gronings, donjosaksonski, plautdietsch, sallands, stellingwerfs, twents, veluws, vestfalski), saterlandski (saterfrizijski), škotski, visokonjemački (18 njemačkih jezika i 2 židovska istočni i zapadni jidiš. Njemački su: alemán coloneiro, alemanski ili švicarski njemački, bavarski, cimbrijski, donjošleski, franački (†), Majnskofranački, gornjosaksonski, hutteritski, luksemburški, mócheno, njemački standardni, pensilvanijski, Falački jezik ili pfälzische, limburški, kelnski ili ripuarijski franački, švapski, walserski). 
Izgubili status: jingliš (ameridiš);
novopriznati jezici: vilamovski, hunsrik

### Helenski (grčki)
9 jezika. U Ethnologue (6): kapadocijski grčki, grčki, judeogrčki, tsakonski, starogrčki (†), pontski

### Indoiranski
333 jezika. U Ethnologue (310; prije 308):

#### Indoarijski
(219):
a. centralna grupa: domaaki,
b Centralna zona (76), Indija, Pakistan:
b1. Bhil (19) Indija: bareli (3 jezika: pauri, rathwi, palya), bauria, bhilali, bhili, chodri, dhodia, dubli, dungra bhil, gamit, garasia (2 jezika: adiwasi, rajput), mawchi, nahali, noiri, pardhi, rathawi, wagdi.
b2. Dom (1) Iran: domari.
b3. Gudžarati (9) Pakistan Indija: aer, gudžaratski, jandavra, koli (3 jezika: kachi, parkari, wadiyara), saurashtra, vaghri, vasavi.
b4. Khandesi (3) Indija: ahirani, dhanki, khandesi.
b5. Pandžabi (1): istočni pandžapski.
b6. Radžastani (18): bagri, dhatki, dhundari, goaria, godwari, gujari, gurgula, harauti, lambadi, loarki, gade lohar, malvi, marwari (2 jezika, Indija i Pakistan), merwari, mewari, nimadi, shekhawati.
b7. Romski (7): romskih jezika: balkanski, baltički, fíntika rómma, karpatski, sinte ili sinti, velški, vlaški).
b8. Zapadni hindi (12) Indija, Pakistan: bhaya, braj bhasha, bundeli, chamari, ghera, gowli, haryanvi, hindi, kabutra, kanauji, sansi, urdu.
b9. Powari (Indija): powari.
b10. neklasificirani (5): mewati, parya, sonha, tharu (dva jezika:  dangaura kathoriya)
c. istočna-centralna zona (5): awadhi, bagheli, chhattisgarhi, dhanwar, fidžijski hindustani.
d. Istočna zona  (45):
d1. Bengali-Assamski (19): asamski, bengalski, bishnupriya, chakma, chittagonian, hajong, halbi, kayort, kharia thar, kurmukar, mal paharia, mirgan, nahari, rajbanshi, sylheti, tangchangya.
d2. biharski (12): angika, bhojpuri, karipski hindustani, kudmali, magahi, maithili, majhi, musasa, panchpargania, sadri ( 2 jezika, sadri i oraon), surajpuri.
d3. oriya (8): bhatri, bhunjia, bodo parja, kupia, oriya (3 jezika:  desiya, adivasi, oriya), reli.
d4. Neklasificirani (6) Nepal, Indija: bote-majhi, buksa, degaru, tharu (3 jezika: chitwania, kochila, rana).
e. Sjeverna zona (22) Indija, Nepal, Pakistan:
e1. Centralni Pahari (1) Indija: kumauni.
e2. Istočni Pahari (2) Nepal: nepalski, palpa
e3. Garhwali (1), Indija: garhwali.
e4. Zapadni pahari  (17): bhadrawahi, bhattiyali, bilaspuri, chambeali, churahi, dogri, gaddi, hinduri, jaunsari, kangri, harijan boli (harijan kinnauri), mandeali, paharski (3 jezika: mahasu, kullu, pahari-potwari), pangwali, sirmauri.
f. Sjeverozapadna zona  (38):
f1. Dardski (27) Pakistan, Afganistan: Chitral (2) khowar, kalasha; Kashmiri (1): kašmirski; Kohistani (9): bateri, chilisso, gowro, kalami, kalkoti, kohistani, tirahi, torwali, wotapuri-katarqalai; Kunar (8): dameli, gawar-bati, grangali, pashayi (4 jezika: sjeveroistočni, sjeverozapadni, jugoistočni, jugozapadni), shumashti; Shina (7): brokskat, phalura, savi, shina (2 jezika kohistani, shina, ushojo.
f2. Lahnda (7) Pakistan, Indija, Afganistan, Ukrajina: hindko (sjeverni i južni), jakati, khetrani, panjabi (2 jezika: mirpur i zapadni), seraiki.
f3. Sindhi (5) Pakistan, Indija: jadgali, kachchi,lasi, sindhi, sindhi bhil.
g Nuristani (6) Afganistan: ashkun, kamviri, kati, prasuni, tregami, waigali.
h. Sanskrt, Indija: sanskrt
i. Sinhalese-Maldivski (3) Šri Lanka: maldivski, sinhala, veddah.
j. Južna zona (12) Indija: Konkani (7): katkari, konkani, goanski konkani, kukna, phudagi, samvedi, varli; marathi; neklasificirani: bhalay, deccan, gowlan, varhadi-nagpuri.
k. neklasificirani (12), Indija, Nepal, Pakistan, Bangladeš: andh, chinali, darai, dhanwar, garas (lahul lohar), kanjari, kumhali, memoni, mina, od, pali, usui, vaagri booli.

#### Iranski
(87):
a. Istočni (13), Iran, Pakistan, Afganistan, Kina, Gruzija, Tadžikistan:  
a1. sjeveroistočni (2): osetski, yagnobi,
a2. jugoistočni  (11):  
a. Pamirski (7): munji, sanglechi-ishkashimi, sarikoli, shughni, wakhi, yazgulyam, yidgha.
b. Paštunski (4): pashto (3 jezika, sjeverni središnji i južni), waneci.
b. Neklasificirani (1) Afganstan: tangshewi.
c. Zapadni (72) Afganistan, Iran, Irak, Pakistan, Turska, Izrael:   
c1. sjeverozapadni (54): alviri-vidari, ashtiani, bajelani, baludžijski (južni, zapadni i istočni), baškardski (bashkardi), dezfulski, dimli, eštehardski (eshtehardi), gazi, gilaki, gornji taromi, gozarkhani, gurani, harzani, kabatei, kajali, karingani, kho'ini, khunsari, kirmanjki, koresh-e rostam, koroški (koroshi), kurdski (središnji, sjeverni i južni), laki, lasgerdi, maraghei, mazanderanski, natanzi, nayini, ormuri, parachi, parsi, parsi-dari, razajerdi, rudbari, sangisari, sarli, semnani, shabak, sivandi, sjeverozapadni fars, soi, sorkhei, šahmirzadski (shahmirzadi), šahrudski (shahrudi), takestanski, tališki, vafski, zoroastrijski dari.
c2. jugozapadni (18):  aimaq, bakhtiari, buharski, darwazi, dehwari, dzhidi, hazaragi, judeotatski, jugozapadni fars, kumzari, lari, luri (sjeverni i južni), pahlavanski, perzijski (makrojezik: zapadni i istočni), tadžički, tatski (tat).
d. avesta (pazend),

#### neklasificirani
2(2) Pakistan i Oman: badeshi, luwati. 
Makrojezici: kurdski, perzijski, zazaki,

### Italički
65 jezika. U Ethnologue (42; prije 48):

#### Latinsko-faliskički
(1): latinski (†).

#### Romanski jezici
(47): aragonski, aromunski, asturski, dalmatski, emilijano-romanjolo, estremadurski, fala, francuski, frankoprovansalski, furlanski, galicijski, galurski, gaskonjski, istriotski, istrorumunjski, judeofrancuski,  judeošpanjolski (ladino), judeotalijanski, kajunski, kampidanski, katalonski, korzički, ladinski, langedoški, lugirski, limuzinski, logudorski, lombardski, loreto-ucayali španjolski, meglenski, mirandski, mozarapski napolitansko-kalabrijski, overnjanski, pijemontski, pikardijski, portugalski, provansalski, romanš, rumunjski, sasarski, shuadit (judeoprovansalski), sicilijanski, španjolski (kastiljski),  talijanski, valonski, venecijanski.

### Slavenski
39 jezika. U Ethnologue (18; prije 19):
a. istočni (4): bjeloruski, rusinski, ruski, ukrajinski.
b. zapadni  (8): češki, donjolužičkosrpski, judeočeški (Knaanština), kašupski, gornjolužičkosrpski, polapski, poljski, slovački.
c. južni  (7 bez crnogorskog): bošnjački, bugarski, crnogorski, hrvatski, makedonski, starocrkvenoslavenski, srpski i slovenski.
Jezici koji su izgubili status:

## Japanski jezici
(12):  
A. Rjukjuanski jezici (11):
a. amami-okinavski (8):
a1. sjeverni amami-okinavski: južni, sjeverni amami-oshima, kikai, toku-no-shima,
a2. Južni amami-okinavski: oki-no-erabu, centralnookinawanski, kunigami, yoron.
b. Sakishima jezici: miyako, yaeyama, yonaguni,
B. japanski,

## Jenisejski jezici
Jenisejski jezici (2), Rusija: jug (jugski), ket.
- Jenisejski jezici

## Jukagirski jezici
Jukagirski jezici (2), Rusija: sjeverni jukagirski, južni jukagirski.
- Jukagirski i susjedni jezici

## Kavkaski jezici

### Kartvelski jeziciili južnokavkaski
(5):
a1. gruzijski (2) Gruzija, Izrael: gruzijski, judeogruzijski.
a2. svanski (1) Gruzija: svanski (lušnu, svanuri)
a3. zan (2) Gruzija, Turska: lazijski, mingrelski.

### Sjevernokavkaski jezici
(34):

#### sjeveroistočni(avarsko-andodidojski)
(29):
a. avarsko-andijski (9) Rusija: ahvahski, andijski, avarski, bagulalski, botliški, čamalalski, godoberinski, karatajski, tindijski.
b. darginski (1) Rusija: darginski (dargva)
c. hinaluški (1) Azerbajdžan: hinaluški
d. lakski (1) Rusija: lakski
e. lezgijski (9) Rusija, Azerbajdžan: agulski, arčinski, buduški, cahurski, krizijski (džekski), lezgijski, rutulski, tabasaranski, udijski.
f. nahski (3) Gruzija, Rusija: bacbijski, čečenski, ingušetski.
g: cezijski ili didojski (5) Rusija: hunzipski, bešta, didojski, hinuhski, hvaršinski.

#### sjeverozapadni
(5):
a. abhasko-abazinski (2) Gruzija, Rusija: abazinski, abhaski
b. čerkeški (2) Rusija: adigejski, kabardinski
c. ubihski (1) Turska: ubihski.

## Kojsanski jezici
Khoisan jezici /kojsanski jezici (27), Južbnoafrička Republika, Namibija, Angola, Bocvana, Tanzanija: ǃoǃung, ǃxóõ, ǁani, ǁgana, ǁxegwi, ǀgwi, ǀxam, ǂhua jezik, =/Kx'au//'ein, hadza, hai||om, ju|'hoan, korana, kua, kung-ekoka, kwadi, kxoe, maligo, n|u, nama, naro, sandawe, seroa, shua, tsoa, vasekela bushman, xiri.

## Nigersko-kongoanski jezici
(1514)

### Atlantsko-kongoanski jezici
(1418):

#### atlantski
(64): 

##### Bijago
(1) Gvineja Bisau: bidyogo.

##### Sjeverni
(45) Gvineja Bisau, Senegal, Gvineja: 
a. Bak (15): 
a1. Balant-Ganja (2): balanta-ganja, balanta-kentohe,
a2. Jola (10):
a. Bayot (1): bayot,
b. Jola vlastiti (9):
b1. Jola Centralni (6):
a. Gusilay (2): bandial, gusilay,
b. Her-Ejamat (2): ejamat, kerak,
c. Jola-Fonyi (1): jola-fonyi,
d. Jola-Kasa (1): jola-kasa,
b2. Karon-Mlomp (2): karon, mlomp,
b3. Kwatay (1): kuwaataay,
a3. Manjaku-Papel (3): mandjak, mankanya, papel;
b. Cangin (5): lehar, ndut, noon, palor, saafi-saafi;
c. istočni senegalsko-gvinejski (10): 
c1. Banyun (3): bainouk-gunyaamolo, bainouk-gunyuño, bainouk-samik,
c2. Nun (2): kasanga, kobiana,
c3. Tenda (5): badyara, bassari (oniyan), biafada, budik (bedik), wamey;
d. Mbulungish-Nalu (3): baga mboteni, mbulungish, nalu;
e. Senegambijski (12): 
e1. Fula (Fulani) (9):
a. istočni centralni (3): centralni-istočni nigerski fulfulde, nigerijski fulfulde, zapadnonigerski fulfulde,
b. istočni (2): adamawa fulfulde, bagirmi fulfulde,
c. zapadni centralni (3): pular, maasina fulfulde, borgu fulfulde
d. zapadni (1): pulaar,
e2. Wolof (Fula-Wolof) (2): gambijski wolof, wolof.
e3. Serer (1): serer-sine,

##### Južni
(18) Gvineja, Sijera Leone: 
a. Limba (2): istočni limba, zapadni-centralni limba
b. Mel (15): 
b1. Bullom-Kissi (6):
a. Bullom (4): 
a1. sjeverni (2): bom, bullom so,
a2. južni (2): krim, sherbro,
b. Kissi (2): južni kisi, sjeverni kissi,
b2. Gola (1): gola,
b3. Temne (8):
a. Baga (7): baga binari, baga kaloum, baga koga, baga manduri, baga sitemu, baga sobané, landoma,
b. Temne-Banta (1): themne;
c. Sua (1): mansoanka.

#### Ijoid
(10)

##### Defaka
(1) Nigerija: 
defaka.

##### Ijo
(9) Nigerija

a. Istočni (1): jugoistočni ijo,
b. istočni Nkoroo (1): nkoroo,
c. istočni (3): ibani, kalabari, kirike, 
c1. Ibani-Okrika-Kalabari (3):
d. unutrašnji Ijo (1): biseni,
e. zapadni  (2): okodia, oruma.
f. zapadni Ijo (1): izon,

#### Voltaško-kongoanski jezici
(1344)

##### Benue-Congo
(961)
a. Akpes (1) Nigerija: akpes
b. Ayere-Ahan (2) Nigerija: àhàn, ayere.
c. Bantoid (681):
c1. Sjeverni (18) Nigerija, Kamerun: 
a. Dakoid (4): dong, gaa, lamja-dengsa-tola, samba daka;
b. Fam (1): fam;
c. Mambiloid (13): 
c1. Mambila-Konja (9): kwanja, mambila (2 jezika, jedan u Kamerunu, jedan u Nigeriji), mbongno, mvanip, ndunda, njerep, somyev, twendi,
c2. Ndoro (1): ndoola,
c3. Suga-Vute (3): 
a. Suga (1): suga,
b. Vute (2): vute, wawa.
c2: Južni (659):
a. Beboid (14) Kamerun, Nigerija: abar, bebe, bukwen, cung, fang, kemezung, koshin, mashi, mbu', mundabli, naki, ncane, noone, nsari.
b. Ekoid (8) Nigerija: abanyom, efutop, ejagham, ekajuk, nde-nsele-nta, ndoe, nkem-nkum, nnam.
c. Jarawan (15): bada, bile, duguri, dulbu, gwa, jarawa, kulung, labir, lame, mama, mbonga, mbula-bwazza, nagumi, ngong, shiki.
d. Mamfe (3) Kamerun: denya, kendem, kenyang.
e. Mbam (13) Kamerun: bati, elip, leti, mbule, mmaala, nomaande, nubaca, nugunu, tuki, tunen, tuotomb, yambeta,  yangben.
f. Mbe (1) Nigerija: mbe
g. Narrow Bantu (522; prije 513):
g1. 
a. Centralni (337) Demokratska Republika Kongo, Tanzanija, DR Kongo, Angola, Kenija, Mozambik, Komori, Burundi, Ruanda, Bocvana, Lesoto, Uganda, Zambija, Namibija, Malavi, Zimbabve, Južnoafrička Republika, Esvatini, Sudan: 
a1. Zona D
a. bembe (D.50) (2): bembe, buyu;
b. Bira-Huku (D.30) (14): amba, bera, bhele, bila, bodo, budu, homa, kaiku, kango,  komo, mbo, ndaka, nyali, vanuma;
c. Enya (D.10) (4): enya, lengola, mbole, mituku;
d. Lega-Kalanga (D.20) (11): bali, beeke, hamba, holoholo, kanu, kwami, lega-mwenga, lega-shabunda, lika, songoora, zimba;
e. Nyanga (D.40) (1): nyanga;
a2 Zona E
a. Chaga (E.30) (7): gweno, kahe, machame, mochi, rombo, rwa, vunjo;
b. Kikuyu-Kamba (E.20) (8): chuka, dhaiso, embu, gikuyu, kamba, meru, mwimbi-muthambi, tharaka;
c. Kuria (E.10) (11): gusii, ikizu, ikoma, kabwa, kuria, ngurimi, sizaki, suba, temi, ware, zanaki;
d. Nyika (E.40) (10): chonyi, digo, duruma, giryama, malakote, pokomo (2 jezika, gornji i donji), sagalla, segeju, taita;
a3, Zona F
a. Nyilamba-Langi (F.30) (4): langi, mbugwe, nilamba, nyaturu;
b. Sukuma-Nyamwezi (F.20) (6): bungu, kimbu, konongo, nyamwezi, sukuma, sumbwa;
c. Tongwe (F.10) (6): bende, fipa, mambwe-lungu, pimbwe, rungwa, tongwe;
a4. Zona G
a. Bena-Kinga (G.60) (9): bena, hehe, kinga, kisi, magoma, manda, pangwa, sangu, wanji;
b. Gogo (G.10) (2): gogo, kagulu;
c. Pogoro (G.50) (2): ndamba, pogolo;
d. Shambala (G.20) (4): asu, bondei, shambala, taveta;
e. Swahili (G.40) (8): komorski (4 jezika: mwali, ndzwani, ngazidja i komorski), makwe, mwani, swahili (2 jezika: kongoanski swahili i swahili);
f. Zigula-Zaramo (G.30) (11): doe, kami, kutu, kwere, luguru, mushungulu, ngulu, sagala, vidunda, zaramo, zigula;
a5. Zona H
a. Hungana (H.40) (1): hungana;
b. Kongo (H.10) (10): beembe, doondo, kaamba, kongo (2 jezika: kongo, san salvador), kunyi, laari, suundi, vili, yombe;
c. Mbundu (H.20) (4): bolo, mbundu, nsongo, sama;
d. Yaka (H.30) (7): lonzo, mbangala, ngongo, pelende, sonde, suku, yaka;
a6. Zona J
a. Haya-Jita (J.20) (9): haya, jita,  kara, kerewe, kwaya, nyambo, subi, talinga-bwisi, zinza;
b. Konzo (J.40) (2): konjo, nande;
c. Masaba-Luyia (J.30) (8): bukusu, idakho-isukha-tiriki, logooli, luyia, masaba, istočni nyala, nyole, nyore;
d. Nyoro-Ganda (J.10) (12): chiga, ganda, gungu, gwere, hema, kenyi, nyankore, nyoro, ruli, singa, soga, tooro;
e. Rwanda-Rundi (J.60) (6): ha, hangaza, rundi, rwanda, shubi, vinza;
f. Shi-Havu (J.50) (8): fuliiru, havu, hunde, joba, kabwari, nyindu, shi, tembo;
a7 Zona K
a. Chokwe-Luchazi (K.20) (9): chokwe, luchazi, luimbi, luvale, mbunda, mbwela, nkangala, nyemba, nyengo;
b. Diriku (K.70) (1): diriku;
c. Holu (K.10) (4): holu, kwese, phende, samba;
d. Kwangwa (K.40) (6): kwangali, luyana, mashi, mbowe, mbukushu, simaa;
e. Mbala (K.60) (1): mbala; Salampasu-Ndembo (K.30) (3): lunda, ruund, salampasu;
f. Subia (K.50) (3): fwe, subiya, totela;
a8, Zona L
a. Bwile (L.10) (1): bwile;
b. Kaonde (L.40) (1): kaonde;
c. Luba (L.30) (6): hemba, kanyok, luba-kasai, luba-katanga, lwalu, sanga;
d. Nkoya (L.50) (1): nkoya;
e. Songye (L.20) (5): bangubangu, binji, kete, luna, songe;
a9. Zona M
a. Bemba (M.40) (3): aushi, bemba, taabwa;
b. Bisa-Lamba (M.50) (3): lala-bisa, lamba, seba;
c. Lenje-Tonga (M.60) (6): 
c1. Lenje (1): lenje,
c2. Tonga (5): dombe, ila, sala, soli, tonga;
d. Nyakyusa (M.30) (1): nyakyusa-ngonde;
e. Nyika-Safwa (M.20) (10): lambya, malila, ndali, nyamwanga, malavijski nyiha, tanzanijski nyiha, nyika, tanzanijski nyika, safwa, wanda;
a10 Zona N
a. Nyika-Safwa (N.20) (1): lambya;
b. Manda (N.10) (3): matengo, ngoni, tonga;
c. Manda (N.12) (1): mpoto;
d. Nyanja (N.30) (1): nyanja;
e. Senga-Sena (N.40) (7):  barwe, kunda, nsenga, nyungwe, phimbi, sena (2 jezika: malavijski sena i sena);
f. Tumbuka (N.20) (1): tumbuka;
a11. Zona P
a. Makua (P.30) (16): chuwabu, kokola, koti, lolo, lomwe, maindo, makhuwa, makhuwa-marrevone, makhuwa-meetto, makhuwa-moniga, makhuwa-saka, makhuwa-shirima, manyawa, marenje, nathembo, takwane;
b. Matumbi (P.10) (7): matumbi, mbunga, ndendeule, ndengereko, ngindo, nindi, rufiji;
c. Yao (P.20) (6): machinga, makonde, mwera ili chimwera, mwera ili nyasa, ndonde hamba, yao;
a12. Zona R
a. Herero (R.30) (2): herero, zemba;
b. Ndonga (R.20) (5): kwambi, kwanyama, mbalanhu, ndonga, ngandyera;
c. Južni Mbundu (R.10) (4): ndombe, nkhumbi, nyaneka, umbundu;
d. Yeye (R.40) (1): yeyi;
a13. Zona S
a. Chopi (S.60) (2): chopi, tonga;
b. Nguni (S.40) (4): ndebele, swati, xhosa, zulu;
c. Shona (S.10) (8): dema, kalanga, manyika, nambya, ndau, shona, tawara, tewe;
d. Sotho-Tswana (S.30) (8):  
d1. Sotho (4): 
a. sjeverni: ndebele, sjeverni
b. južni: južni sotho),
birwa,
d2. Kgalagadi (1): kgalagadi,
d3. Tswana (1): tswana,
lozi,
tswapong
e. Tswa-Ronga (S.50) (3): ronga,tsonga, tswa;
Venda (S.20) (1): venda;
Neklasificirani (9): boguru, gbati-ri, isanzu, kari, mayeka, ngbee, ngbinda, nyanga-li, songo;
b. Sjeverozapadni (174) Kamerun, DR Kongo, Ekvatorijalna Gvineja, Gabon, Srednjoafrička Republika, Demokratska Republika Kongo: 
b1. Zona A
a. Bafia (A.50) (5): bafia, dimbong, hijuk, lefa, tibea;
b. Basaa (A.40) (4): bakoko, bankon, barombi, basaa;
c. Bube-Benga (A.30) (5): 
c1. Yasa (2): ngumbi, yasa;
batanga, benga, bube,
d. Duala (A.20) (7): bakole, bubia, duala, isu, malimba, mokpwe, wumboko;
e. Kako (A.90) (3): kako, kwakum, pol;
f. Lundu-Balong (A.10) (8):
f1. Ngoe (5): akoose, bafaw-balong, bakaka, bassossi, mbo,
f2. Oroko (1): oroko;
bonkeng,
nkongho,
g. Makaa-Njem (A.80) (13): bekwil, bomwali, byep, gyele, kol, koonzime, makaa, mpiemo, mpongmpong, ngumba, njyem, so, ukhwejo;
h. Yaunde-Fang (A.70) (8): bebele, bebil, beti, bulu, eton, ewondo, fang, mengisa;
b2. Zona B
a. Kele (B.20) (10): kélé, kota, mahongwe, mbangwe, ndasa, ngom, sake, seki, sighu, wumbvu;
b. Mbere (B.60) (6): kaningi, mbere, ndumu, ngul, ombamba, yangho;
c. Myene (B.10) (1): myene;
d. Njebi (B.50) (4): duma, njebi, tsaangi, wandji;
e. Sira (B.40) (7): barama, bwisi, lumbu, punu, sangu, sira, vumbu;
f. Teke (B.70) (12): ibali (kiteke), ngungwel, tchitchege, teke-eboo, teke-fuumu, teke-kukuya, teke-laali, teke-nzikou, teke-tege, teke-tsaayi, teke-tyee, yaka;
g. Tsogo (B.30) (5): bubi, kande, pinji, simba, tsogo;
h. Yanzi (B.80) (6): boma, ding, mfinu, mpuono, tiene, yansi;
b3. Zona C
a. Bangi-Ntomba (C.40) (27): 
a1. Lusengo (7): babango, bangala, boloki, budza, lingala, lusengo, ndolo,
a2. Ngiri (4): baloi, libinza, likila, ndobo,
bamwe, bangi, boko, bolia, bolondo, bomboli, bomboma, bozaba, dzando, lobala, mabaale, moi, ntomba, sakata, sengele, yamongeri;
b. Bushong (C.90) (5): bushoong, dengese, lele, songomeno, wongo;
c. Kele (C.60) (6): foma, kele, lombo, poke, so, mbesa;
d. Mbosi (C.30) (6): akwa, koyo, likwala, likuba, mboko, mbosi;
e. Mongo (C.70) (4): lalia, mongo-nkundu, ngando, ombo;
f. Ngando (C.10) (2): ngando, yaka;
g. Ngombe (C.50) (8): bwa, bwela, kango, ligenza, ngelima, ngombe, pagibete, tembo;
h. Ngundi (C.20) (6): bomitaba, bongili, dibole, mbati, ngundi, pande;
i. Tetela (C.80) (5): kela, kusu, nkutu, tetela, yela;
Neklasificirani: molengue.
c. Neklasificirani (2) Demokratska Republika Kongo: bemba, songa.
h. Ndemli (1) Kamerun: ndemli.
i. Tikar (1) Kamerun: tikar.
j. Tivoid (17) Kamerun, Nigerija: abon, ambo, balo, batu, bitare, caka, eman, esimbi, evant, iceve-maci, ipulo, iyive, manta, mesaka, osatu, otank, tiv.
k. Wide Grassfields (67) kamerun, Nigerija: 
k1. Menchum (1) befang;
k2. Narrow Grassfields (63): 
a. Fum.
b. Mbam-Nkam (35) Kamerun: 
b1. Bamileke (11): fe'fe', ghomálá', kwa', medumba, mengaka, nda'nda', ngiemboon, ngomba, ngombale, ngwe, yemba;
b2. Ngemba (9): awing, bafut, bambili-bambui, bamukumbit, beba, kpati, mendankwe-nkwen, ngemba, pinyin;
b3. Nkambe (7): dzodinka, kwaja, limbum, mbe', mfumte, ndaktup, yamba;
b4. Nun (8): baba, bafanji, bamali, bambalang, bamenyam, bamun, bangolan, mungaka.
c. Momo (8): menka, meta', mundani, ngamambo, ngie, ngoshie, ngwo, njen.
d. Ring (17): 
d1. centar (7): babanki, bum, kom, kuk, kung, mmen, oku,
d2. istok (1): lamnso',
d3. jug (4): bamunka, kenswei nsei, vengo, wushi,
d4. zapad (5): aghem, isu, laimbue, weh, zhoa.
e. Neklasificirani (2): nde-gbite, viti.
k3. Zapadni Momo (3) Kamerun: ambele, atong, busam.
Neklasificirani (6) demokratska Republika Kongo, Kamerun: bikya, bishuo, borna, busuu, buya, moingi.
c3. Neklasificirani (4) Nigerija: áncá, buru, kwak, nshi.
d. Cross River (67) Nigerija:
d1. Bendi (9): alege, bekwarra, bete-bendi, bokyi, bumaji, obanliku, putukwam, ubang, ukpe-bayobiri.
d2. Delta Cross (58) Nigerija:
a. Centralna Delta (8): Abua-Odual (2): abua, odual; Kugbo (1): kugbo; abureni; obulom; ogbia; ogbogolo; ogbronuagum.
b. Lower Cross (23) Nigerija: 
b1. Ebughu (1): ebughu;
b2. Efai (1): efai;
b4. Efik (4): anaang, efik, ibibio, ukwa;
b5. Ekit (2): ekit, etebi;
b6. Enwang-Uda (2): enwan, uda;
b7. Ibino (1): ibino;
b8. Ibuoro (4): ibuoro, ito, itu mbon uzo, nkari;
B9. Ilue (1): ilue;
a10. Okobo (1): okobo;
a11. Usaghade (1): usaghade;
a12. Iko (1): iko;
a13. Oro (1): oro.
eki; idere; obolo;
c. Ogoni (5) Nigerija: 
c1. istok (3): gokana, khana, tee.
c2. zapad (2): baan, eleme,
d. Upper Cross (22) Nigerija:
d1. Agoi-Doko-Iyoniyong (3): agoi, bakpinka, doko-uyanga,
d2. Akpet (1): ukpet-ehom,
d3. Central (15):
a. istok-zapad (8):
a1. Ikom (1): olulumo-ikom,
a2. Loko (3): lokaa, lubila, nkukoli,
a3. Mbembe-Legbo (4):
a. Legbo (3): legbo, lenyima, leyigha,
b. Mbembe (1): okam (cross river mbembe),
b. sjever-jug (7):
b1. Koring-Kukele (3):
a. Koring (1): oring,
b. Kukele (2): kukele, uzekwe
b2. Ubaghara-Kohumono (4):
a. Kohumono (3): agwagwune, kohumono, umon.
b. Ubaghara (1): ubaghara,
d4. Kiong-Korop (3): kiong, korop, odut,
e. Defoid (16) Nigerija, Benin, Togo, Kuba: 
e1. Akokoid (1): arigidi;
e2. Ayere-Ahan (1): ayere;
e3. Yoruboid (14): 
a. Edekiri (13): ede cabe, ede ica, ede idaca, ede ije, ede nago (3 jezika: kura, manigri-kambolé, ede nago),  ifè, isekiri, lucumi, mokole, ulukwumi, yoruba.
b. Igala (1): igala,
f. Edoid (33) Nigerija: 
f1. Delta (3): degema, engenni, epie;
f2. Središnji sjever (15): 
a. Edo-Esan-Ora (4): edo, emai-iuleha-ora, esan, ibilo,
b. Ghotuo-Uneme-Yekhee (9): enwan, ghotuo, igwe, ikpeshi, ivbie north-okpela-arhe, ososo, sasaru, uneme, yekhee;
ihievbe, uokha,
f3. Sjeverozapadni (10): 
a. Osse (4): ehueun, iyayu, uhami, ukue;
b. Southern (5): akuku, idesa, okpamheri, okpe, oloma,
aduge,
f4. Jugozapadni (5): eruwa, isoko, okpe, urhobo, uvbie.
g. Idomoid (9) Nigerija: 
g1. Akweya (7): 
a. Eloyi (1): eloyi,
b. Etulo-Idoma (6):
b1. Etulo (1): etulo,
b2. Idoma (5): agatu, alago, idoma, igede, yala;
g2. Yatye-Akpa (2): akpa, yace.
h. Igboid (7) Nigerija: 
h1. Ekpeye (1): ekpeye;
h2. Igbo (6): igbo, ika, ikwere, izi-ezaa-ikwo-mgbo, ogbah, ukwuani-aboh-ndoni.
i. Jukunoid (20) Nigerija, Kamerun: 
i1. Centralni (14): 
a. Jukun-Mbembe-Wurbo (12):
a1. Jukun (4): hõne, jibu, jukun takum, wãpha;
a2. Kororofa (3): jiba, wannu, wapan,
a3. Mbembe (1): tigon mbembe
a4. Wurbo (3): como karim, jiru, tita,
a5. neklasificirani (1): shoo-minda-nye,
b. Kpan-Icen (2): etkywan, kpan,
i2. Yukuben-Kuteb (5): akum, beezen, kapya, kutep, yukuben;
bete.
j. Kainji (58; prije 57, +novopriznati damakawa) Nigerija: 
j1. Istočni (31; prije 30): 
a. Amo (1): amo;
b. Sjeverni Jos (28; prije 27): 
b1. Jera (13): duguza ili tunzuii, gamo-ningi, gyem, iguta, izora, janji, jere, kudu-camo, lemoro, lere, sanga, shau, ziriya;
b2. Jere (1): sheni,
b3. Kauru (13): bina, dungu, gbiri-niragu, kaivi, kinuku, kono, kurama, mala, ruma, shuwa-zamani, surubu, tumi, vono,
Panawa [pwb] (novopriznat)
c. Piti-Atsam (2): atsam, piti.
j2. Zapadni: 
a. Basa (4): basa, basa-gumna, basa-gurmana, bassa-kontagora;
b. Baushi-Gurmana (2): bauchi, gurmana;
c. Duka (4): c'lela, gwamhi-wuri, hun-saare, kag-fer-jiir-koor-ror-us-zuksun;
d. Kainji Lake (2); laru, lopa;
e. Kambari (6): baangi, cishingini, kakihum, tsikimba, tsishingini, tsuvadi;
f. Kamuku (8): acipa (2 jezika: istočni i zapadni), cinda-regi-tiyal, fungwa, hungworo, pongu, rogo, shama-sambuga;
g. Reshe (1); reshe.
k. Nupoid (11) Nigerija: 
k1. Ebira-Gade (2): ebira, gade;
k2. Nupe-Gbagyi (9): 
a. Gbagyi-Gbari (2): gbagyi, gbari,
b. Nupe (6): asu, gupa-abawa, kakanda, kami, kupa, nupe-nupe-tako.
dibo,
l. Oko (1) Nigerija: oko-eni-osayen.
m. Plateau (55; prije 53) Nigerija: 
m1. Alumu (1): alumu-tesu;
m2. Berom (3): berom, eten, shall-zwall;
m3. Centralni (11): 
a. izerijski (Izeric) (1): firan,
b. sjever-centar (1): cara,
c. jug-Centar (6): cen, ganang, irigwe, izere, jju (ili kaje), tyap;
d. zapad-Centar (3): ndun, nyeng, shakara,
m4. Jugoistočni (3): horom, bo-rukul, fyam;
m5. Južni (2): lijili, tanjijili;
m6. Sjeverni (6): doka, idon, iku-gora-ankwa, ikulu, kadara, kuturmi;
m7. Tarokoid (4): pe, sur, tarok, yangkam;
m8. Zapadni (23; prije 16): 
a. sjeverozapadni (9):
a1. Hyamic (5): cori, hyam, kagoma, shamang, zhire;
a2. Koro (4): ashe, begbere-ejar, idun, yeskwa,
b. jugozapadni (14):
b1. A (11): bu, che, kamantan, kaningdon-nindem, kanufi, iako, ningye, ninzo, numana-nunku-gbantu-numbu, nungu, vaghat-ya-bijim-legeri,
b2. B (3): ake, eggon, hasha,
m9. Ayu (1): ayu;
toro.
n. Platoid (1): Sambe
o. Ukaan (1) Nigerija: ukaan.
p. Neklasificirani (2) Nigerija: fali of baissa, ija-zuba.

##### Dogon
(10) Mali: deogon (10 jezika: bangeri me, bondum dom, dogul dom, donno so, jamsay, kolum so, tene kan, tomo kan, toro so, toro tegu).

##### Kru
(39):
a. Aizi (3) Obala Slonovače: aizi (3 jezika: aproumu, mobumrin, tiagbamrin).
b. Istočni (11) Obala Slonovače: 
b1. Bakwe (2): bakwé, wané;
b2. Bete (5): béte (3 jezika: guiberoua, gagnoa, daloa), godié, kouya; 
a. istočni (2):
b. zapadni (3):
b3. Dida (3): dida (2 jezika: lakota, yocoboué), neyo;
b4. Kwadia (1): kodia.
c. Kuwaa (1) Liberija: kuwaa.
d. Seme (1) Burkina Faso: siamou.
e. zapadni (23) Liberija, Obala Slonovače: 
e1. Bassa (3): bassa, dewoin, gbi;
e2. Grebo (9):  (5 jezika: ), 
a. Glio-Oubi (1): glio-oubi,
b. bjelokosni (Ivorian) (3): plapo krumen, pye krumen, tepo krumen
c. Liberijski (5): sjeverni grebo, gboloo grebo, južni grebo, središnji grebo, barclayville grebo
e4. Klao (2): klao, tajuasohn;
e5. Wee (9): 
a. Guere-Krahn (6): daho-doo, glaro-twabo, zapadni krahn, sapo, wè južni, wè zapadni.
b. Konobo (1): istočni krahn
c. Nyabwa (1): nyabwa,
d. Wobe (1): wè sjeverni,

##### Kwa(80):
a. Left Bank (30) Gana, Togo, benin: 
a1. Avatime-Nyangbo (3): avatime, nyangbo, tafi;
a2. Kebu-Animere (2): animere, akebu;
a3. Kposo-Ahlo-Bowili (4): adangbe, igo, ikposo, tuwuli;
a4. Gbe (21): aguna, aja, éwé, fon, gbe (13 jezika: ayizo, defi, tofin, weme, ci, maxi, gbesi, istočni xwla, kotafon, saxwe, waci, xwela, zapadni xwla gbe), gen, gun, kpessi, wudu.
b. Nyo (50) Obala Slonovače, Gana, Togo: 
b1. Agneby (3): abé, abidji, adioukrou;
b2. Attie (1): attié;
b3. Avikam-Alladian (2): alladian, avikam;
b4. Ga-Dangme (2): damgme, ga;
b5. Potou-Tano (41):  
a. Basila-Adele (2): adele, anii,
b. Ega (1): ega,
c. Lelemi (4):
c1. Lelemi-Akpafu (2): lelemi, siwu,
c2. Likpe-Santrokofi (2): sekpele, selee,
d. Logba (1): logba,
e. Potou (2): ebrié, mbato,
f. Tano (31):
f1. Central (12): 
a. Akan (4): abron, akan, tchumbuli, wasa;
b. Bia (8):
b1. Sjeverni (5): anufo, anyin, anyin morofo, baoulé, sehwi,
b2. Južni (3): ahanta, jwira-pepesa, nzema,
f2. Guang (16): 
a. Sjeverni Guang (12): chumburung, dompo, dwang, foodo, gikyode, ginyanga, gonja, kplang, krache, nawuri, nchumbulu, nkonya,
b. Južni Guang (4): awutu, cherepon, gua, larteh,
f3. Krobu (1): krobu,
f4. zapadni (2): abure, beti,
b6. Neklasificirani: esuma.

##### Sjever
(254):
a. Adamawa-Ubangi (158):
a1. Adamawa (88) Nigerija, Čad, Kamerun, Srednjoafrička Republika: awak, bali, bangwinji, bena, besme, bolgo, bon gula, bua, burak, dadiya, dama, day, dek, dii, dijim-bwilim, doyayo, dugun,  duli, duupa, dza, fali (2 jezika, sjeverni i južni), fania, gengle,gey, gimme, gimnime, goundo, gula iro, kaan, kam, kamo, karang, kare, kim, koke, kolbila, koma, kpasam, kugama, kumba, kuo, kwa, kyak, la'bi, laka, lala-roba, leelau, longto, longuda, loo, mághdì, mak, mambai, mboi, mbum, mingang doso, mom jango, mono, moo, mumuye, mundang, ndai, niellim, nimbari, noy, nyong, nzakambay, oblo, pam, pana, pangseng,peere, rang, samba, teme, tha, to, tso, tula, tunia, tupuri, voro, waja, waka, wom, yendang, zan gula.
a2. Ubangi (70) Srednjoafrička Repiblika, Demokratska Republika Kongo, Sudan, Kamerun, Kongo: ali, bai, baka, banda (4 jezika: središnji-južni, togbo-vara, južni centralni, zaapdni centralni), banda-bambari, banda-banda, banda-mbrès, banda-ndélé, banda-yangere, bangandu, bangba, barambu, belanda viri, bofi, bokoto, bonjo, buraka, dendi, dongo, feroge, ganzi, gbanu, gbanziri, gbaya (2 jezika: sjeverozapadni, jugozapadni), gbaya-bossangoa, gbaya-bozoum, gbayi, geme, gilima, gobu, gundi, indri, kpagua, kpala, kpatili, langbashe, limassa, ma, mangayat, manza, mayogo, mba, mbandja, mbangi, mono, monzombo, mündü, ndogo, ndunga, ngbaka, ngbaka ma'bo, ngbaka manza, ngbandi (2 jezika: južni i sjeverni),  ngbundu, ngombe, ngundu, nzakara, pambia, sere, suma, tagbu, togoyo, yakoma, yango, zande.
b. Gur (96):
b1. Bariba (1) Benin: baatonum.
b2. Centralni (69) Togo, benin, Gana, Burkina Faso, Obala Slonovače, Mali: akaselem,  bago-kusuntu, biali, bimoba, birifor (dva jezika: malba i južni), bomu, buamu, buli, bwamu (dva jezika: láá láá, cwi), cerma, chakali, chala, južni dagaare, dagaari dioula, sjeverni dagara, dagbani, deg, delo, ditammari, dogosé, dogoso, dyan, farefare, gourmanchéma, hanga, kaansa, kabiyé, kalamsé, kamara, kantosi, kasem, khe, khisa, konkomba, konni, koromfé, kusaal, lama, lukpa, lyélé, mampruli, mbelime, miyobe, moba, mòoré, nateni, nawdm, ngangam, notre, ntcham, nuni (dva jezika: sjeverni i južni), paasaal, pana, phuie, safaliba, sisaala (3 jezika: tumulung, zapadni i sissala), tampulma, tem, turka, vagla, waama, wali, winyé, yom.
b3. Kulango (2) Obala Slonovače: kulango (dva jezika: bondoukou, bouna).
b4. Lobi (1) Burkina Faso: lobi
b5. Senufo (15) Obala Slonovače, Burkina Faso, Mali, Gana: karaboro (2 jezika: zapadni i istočni), nafaanra, senoufo (12 jezika: palaka, cebaara, nyarafolo, syenara, mamara, shempire, supyire, djimini, tagwana, senara, nanerigé, sìcìté.
b6. Teen (2) Obala Slonovače: loma, téén.
b7. Tiefo (1) Burkina Faso: tiéfo.
b8. Tusia (2) Burkina Faso: tusia (sjeverni i južni).
b9. Viemo (1) Burkina Faso: viemo.
b10. Wara-Natioro (2) Burkina Faso: natioro, wara.

### Kordofanski
(24):

#### Heiban
(10) Sudan: heiban, ko, koalib, laro, logol, moro, otoro, shwai, tira, warnang.

#### Katla
(2) Sudan: katla, tima.

#### Rashad
(3) Sudan: tagoi, tegali, tingal

#### Talodi
(9) Sudan: acheron, dagik, lafofa, lumun, nding, ngile, talodi, tocho, torona.

### Mande
(71):

#### Istočni
(18):
a. Istočni (Bisa-Busa; 9) Burkina Faso, Nigerija: 
a1. Bissa (1): bissa,
a2. Busa (5): boko, bokobaru, busa, kyenga,  shanga.
a3. Samo (3):južni samo, matya samo, maya samo
b. Jugoistočni (9) Obala Slonovače, Nigerija: 
b1. Guro-Tura (5): 
a. Guro-Yaoure (2): guro, yaouré.
b. Tura-Dan-Mano (3):
b1. Mano (1): mann
b2. Tura-Dan (2): dan, toura,
b2. Nwa-Ben (4):
a. Ben-Gban (2): beng, gagu,
b. Wan-Mwan (2): mwan, wan,

#### Zapadni
(53):
a. Centralni-Jugozapadni (41) Obala Slonovače, Gvineja: Mali, Burkina Faso, Sijera Leone, Gana, Senegal:
a1. centralni: (33):
a. Manding-Jogo (31):
a1. Jogo-Jeri (4):
a. Jeri-Jalkuna (1): jalkunan,
b. Jogo (2): ligbi, tonjon,
jeri kuo,
a2. Manding-Vai (27):
a. Manding-Mokole (25):
a1. Manding (21):
a. Manding-East (13):
a1. Marka-Dafin (1): marka,
a2. Northeastern Manding ili Bamana (2): bamanankan, jula,
a3. Southeastern Manding (10):
a. Maninka-Mori (6): koro, koyaga, mahou, šumski maninka, wojenaka, worodougou,
konyanka maninka,
sankaran maninka
manya,
istočni maninkakan
b. Manding-West (5): kagoro, mandinka, kita maninkakan, zapadni maninkakan, xaasongaxango
bolon,
jahanka,
sininkere,
a2. Mokole (4): kakabe, kuranko, lele, mixifore,
b. Vai-Kono (2): kono, vai,
b. Susu-Yalunka (2): susu, yalunka.
a2. jugozapadni (8):
a. Kpelle (3): kono, gvinejski kpelle, liberijski kpelle
b. Mende-Loma (5):
b1. Loma (2): loma, toma.
b2. Mende-Bandi (4; 3 bez novootkrivenog jezika zialo):
a. Bandi (1): bandi, 
a1. Bandi-Zialo: zialo
b. Mende-Loko (2): loko, mende,
b. Sjeverozapadni (12) Mali, Burkina Faso: 
b1. Samogo (5): bankagooma, duungooma, dzùùngoo, jowulu, seeku
b2. Soninke-Bobo (7):
a. Bobo (2): južni bobo madaré, sjeverni bobo madaré (konabéré).
b. Soninke-Boso (5): 
b1. Boso (4):
a. istočni (3): hainyaxo bozo, tièma cièwè bozo, tiéyaxo bozo
b. Jenaama (1): jenaama bozo,
b2. Soninke (1): soninke.

### Neklasificirani
(1) Obala Slonovače: mbre

## Vanjske poveznice
- Ethnologue: Fourteenth Edition Language family index (14th)
- Ethnologue language family index (15th)
- Ethnologue language family index (16th)
- The LLOW-database  Arhivirana inačica izvorne stranice od 16. siječnja 2010. (Wayback Machine)
- The Linguist List  Arhivirana inačica izvorne stranice od 30. ožujka 2009. (Wayback Machine)